# Pelzreinigung

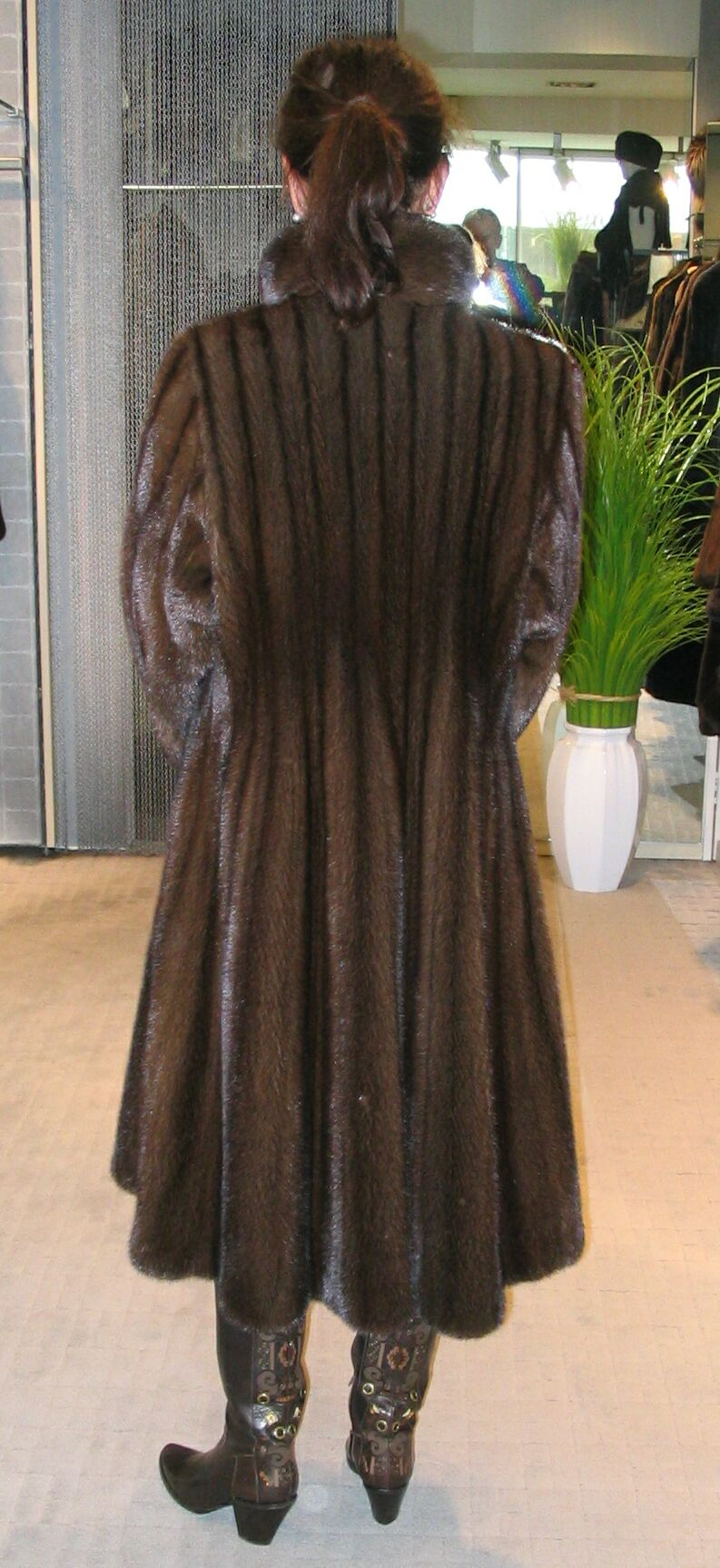
Nerzmantel, nach Reinigung und Finish

Die klassische Pelzreinigung ist auch heute noch das Läutern genannte Reinigen mit Hilfe von Holzmehl, ursprünglich nur durch den Kürschner. Insbesondere in Verbindung mit Außenstoffen (Stoffbekleidung mit Fellinnenfutter) sowie Pelzvelours und nappierte Pelze wird Pelzbekleidung jetzt auch von auf Pelz und Leder spezialisierten Betrieben chemisch gereinigt.

## Allgemein
Bis in die Neuzeit sind Pelze, außer einem gelegentlichen Ausklopfen, vermutlich während ihrer Lebensdauer überhaupt nicht gereinigt worden; insbesondere den rustikaleren Fellarten sieht man eine Verschmutzung kaum an. Die noch erhaltenen Kabinettskassenrechnungen der Kurfürstin Anna Maria von der Pfalz weisen Anfang des 18. Jahrhunderts dann fünf Belege ihres Düsseldorfer Hofkürschners über das „Putzen“ oder „Säubern“ von edlem Pelzwerk auf, auch das Bleichen getragener Kleidung ist dort bereits belegt.
Während in Deutschland als kürzestes Reinigungsintervall von den Fachhändlern heute meist einmal jährlich nur für empfindliche Fellarten oder besonders strapazierte Pelze empfohlen wird, schlägt die Fachliteratur der USA für diese Teile sogar das mehrmalige Reinigen innerhalb eines Jahres vor. Soweit dies im Läuterverfahren geschieht, leidet der Pelz dabei nicht; es ist vor allem eine Frage der Kosten.
Die Pelzreinigung mit ihren vielen, unterschiedlich zu behandelnden Fellarten erfordert wesentlich höhere Warenkenntnisse als die Reinigung von Textilien. Die zu reinigenden Teile sind oft stark gealtert und deshalb im Leder morsch. Das alte Haar ist häufig, durch den Schmutz überdeckt, vergilbt. Auch ist der Arbeitsprozess deutlich aufwändiger und differenzierter.

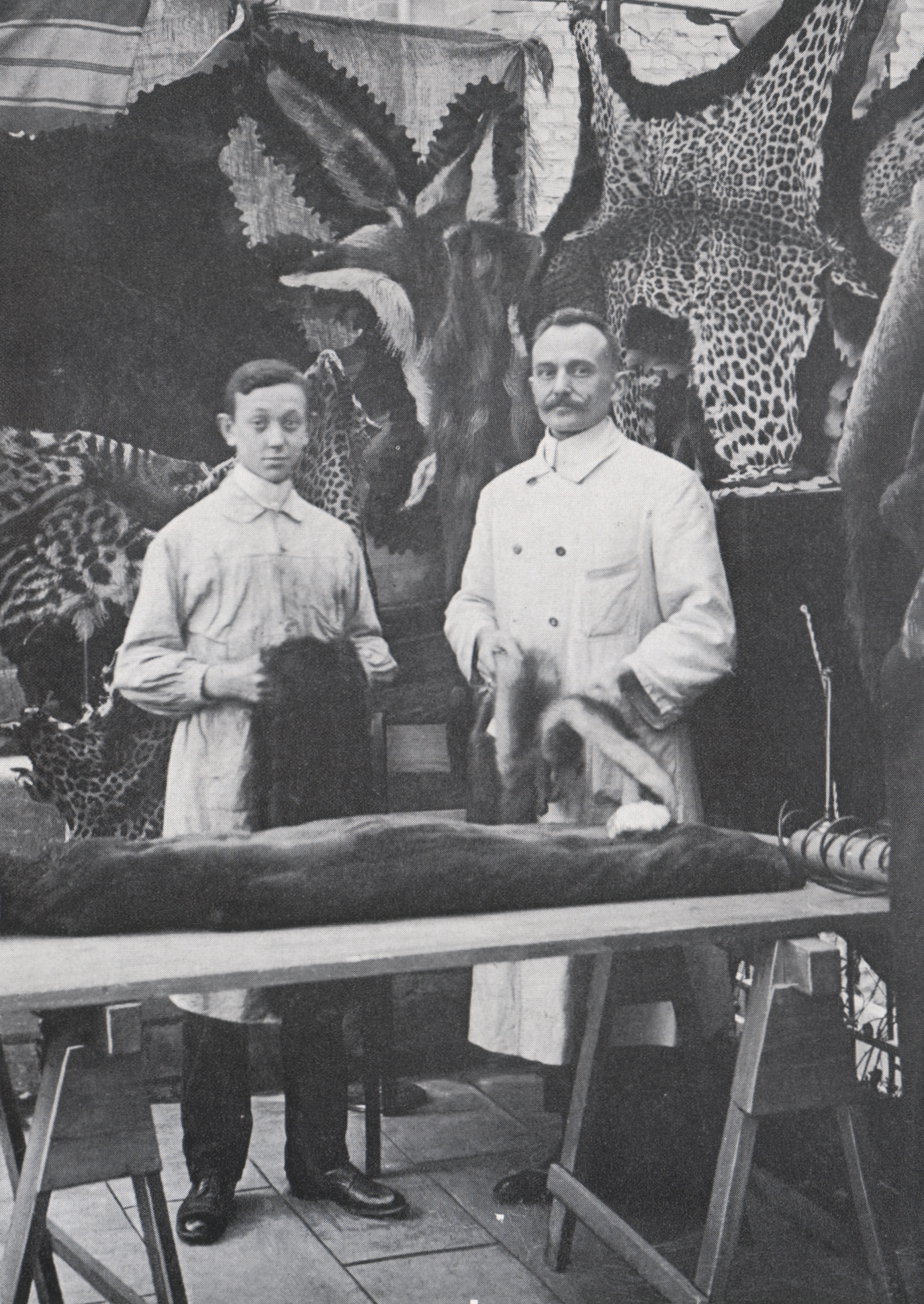
Originaler Bildtext: „Kürschnermeister Jean Schenkenbach beim Klopfen und Reinigen von Fellen.“
Rechts auf der Arbeitsplatte eine Handklopfmaschine (1910).

Bis nach dem Zweiten Weltkrieg wurden Pelze in Deutschland noch ausschließlich durch Kürschner gereinigt. In den Vereinigten Staaten, in denen auch die Herstellung von Pelzgroßkonfektion bereits Anfang des 20. Jahrhunderts einen in Deutschland nie erreichten Spezialisierungsgrad erreicht hatte, hatten diese Arbeit weitgehend längst besondere Pelzreinigungsbetriebe übernommen. Sie bekamen ihre Aufträge von den verschiedenen Pelz-Einzelhandelsunternehmen. In Europa waren es die Italiener, die als erste mit einer besonderen Haarbehandlung, dem sogenannten Finish, dem Pelz „den letzten Schliff“ gaben. Die ersten derartigen Spezialreinigungen in der Bundesrepublik waren zum einen die Firma Pelz-Neu in Hachenburg, deren Inhaber seine Kenntnisse neuer Endbearbeitungsmethoden und dazu benötigter Finish-Geräte aus den USA mitbrachte. Er richtete nach amerikanischem Vorbild einen Abholservice ein, der die Pelze bei den Kürschnern, Pelzeinzelhändlern und Reinigungsannahmestellen vor Ort abholte. 1955 spezialisierte sich außerdem, unter dem Namen Thorer Finish, die alte Pelz-Zurichtungs- und Veredlungs-Firma Thorer & Co. aus Offenbach am Main, ursprünglich seit 1883 in der Pelzstadt Leipzig am in der Branche legendären Brühl beheimatet. Sie errichtete mehrere Filialen in Deutschland, unter anderem auch in dem damals inmitten der DDR gelegenen West-Berlin. Weitere, zumeist kleinere Unternehmen gründeten sich in den Jahrzehnten des Pelzbooms in der zweiten Hälfte des 20. Jahrhunderts. In der DDR gab es seit den 1950er Jahren in Leipzig ebenfalls einen Spezialbetrieb für die Pelzreinigung, dessen Verfahren von einem Kürschnermeister entwickelt worden war.
Annahmestellen für die Pelzreinigung sind Pelzfachgeschäfte, Kürschnereien oder Textilreiniger. Im Kürschnereibetrieb werden je nach Maschinen- und Personalausstattung, nach Art des anfallenden Auftrags und nicht zuletzt nach der persönlichen Einschätzung des Fachmanns in seine Fähigkeiten im Vergleich zum Pelzreinigungs-Fachbetrieb die angenommenen Aufträge in der eigenen Werkstatt ausgeführt, oder er gibt sie an den Spezialreiniger weiter. Vor der Auslieferung an den Endkunden kontrolliert er auch die nicht im Haus durchgeführte Arbeit, lässt nicht reinigungsbeständige, abgetrennte Verschlüsse wieder annähen, entfernt das eventuell unter das Futter geratenes Reinigungsmehl und bessert kleinere Schäden, wie zum Beispiel Risse, nach.
Die Reinigung von Pelzvelours und Pelznappa (Nappalan) sowie von pelzgefütterten Textilien, sofern der Pelz nicht vorher vom Stoffteil getrennt wurde, erfordert in jedem Fall den Spezialreiniger mit seinen Maschinen.
Die Pelzzurichtung, das Gerben von Rohfellen, stellt besondere Ansprüche an die Reinigung, werden doch die Häute unter Umständen erheblich verschmutzt und geruchsbelastet, mit Blut verkrustet oder mit Wagenschmiere verunreinigt, angeliefert. Wenn die zugerichteten Felle den Betrieb verlassen, müssen sie eine maximal ansprechende Haar- und Lederoptik aufweisen. Der Pelzzurichter und Pelzveredler kennt neben dem sogenannten Gutläutern auch das Abläutern, das Feuchtläutern, das Klammläutern sowie das Läutern im Haar und das Läutern im Leder. Das Pelzläutern in Pelzveredlungsbetrieben gliedert sich in mehrere Arten: Das Läutern während der Zurichtung (Gerbung), während der Farbe und für besondere Zwecke (zum Beispiel um Farbüberschüsse zu entfernen). Es trägt dazu bei, die Griffigkeit des Pelzleders zu verbessern; das Leder zu „Schönen“, das heißt es weißer zu machen; zur Glanz- und Griffverbesserung des Haares; zur Haarentfettung sowie zur Vermeidung elektrostatischer Aufladung. Nicht alle Läutervorgänge dienen der eigentlichen Fellreinigung. Die im Ergebnis optimale Pelzreinigung richtet sich nach dem in der Veredlungsindustrie erreichten Standard.
Während für die Beurteilung von Leder wesentliche Prüfungen, bezogen auf den einzelnen Ledertyp, herausgearbeitet wurden, befand sich 1976 sich die Erstellung von Prüfprogrammen für Pelzfelle noch in den Anfangsstadien, für Edelpelze wurden bis dahin noch keine wesentlichen, auf systematischen Untersuchungen beruhenden Aussagen gemacht. Neue Erkenntnisse sind seitdem wohl nicht bekannt geworden. Lediglich für die sogenannten Gebrauchspelze bestehen Prüfungen, die es gestatten, sowohl über das Pelzleder als auch seine Verwendbarkeit weitgehende Aussagen zu machen. Da der Zustand der zu reinigenden Pelze für die Reinigungsfähigkeit von wesentlicher Bedeutung ist, ist bei einer eventuell notwendigen Reinigung mit Lösungsmitteln die Untersuchung der Aziditätsverhältnisse, also des pH-Wertes und der Schrumpfungstemperatur besonders wichtig. Hiermit können Aussagen gemacht werden können, ob das Pelzmaterial eine genügende Festigkeit besitzt, die auch für die längere Tragezeit erhalten bleibt. Es dürfen keine freien Säuren im Pelzleder vorkommen, die mit der Zeit zu einer Zerstörung führen können, und zum anderen muss geprüft werden, ob das Leder eine Gerbung im eigentlichen Sinne erfahren hat, so dass eine gewisse Temperaturstabilität gegeben ist. Auch ist es wichtig, den Gehalt an mit Dichlormethan extrahierbaren Stoffen zu untersuchen, um zu sehen, welche Fettungsintensität die Pelzfelle im Einzelnen erfahren haben. Als neuere Prüfung schließt sich dann die Untersuchung der Reinigungsbeständigkeit beziehungsweise des gesamten Reinigungsverhaltens der Pelze an. Von der Art der Gerbung und auch der Fettung hängt es in entscheidendem Maße ab, wie sich ein Pelzleder bei einer chemischen Reinigung verhält. Nach Ansicht der Fachleute sollte man bei den meisten Pelzarten darauf hinarbeiten, die Gerbung so zu halten, dass eine zu große Temperaturempfindlichkeit nicht mehr besteht. Von der Pelzzurichtung sollte damit der Übergang zur eigentlichen Gerbung dieses Materials erfolgen, wie es heute mit den zur Verfügung stehenden Gerbstoffen möglich ist, auch unter der Erhaltung eines weichen und insgesamt leichteren Materials.

## Arbeitsablauf

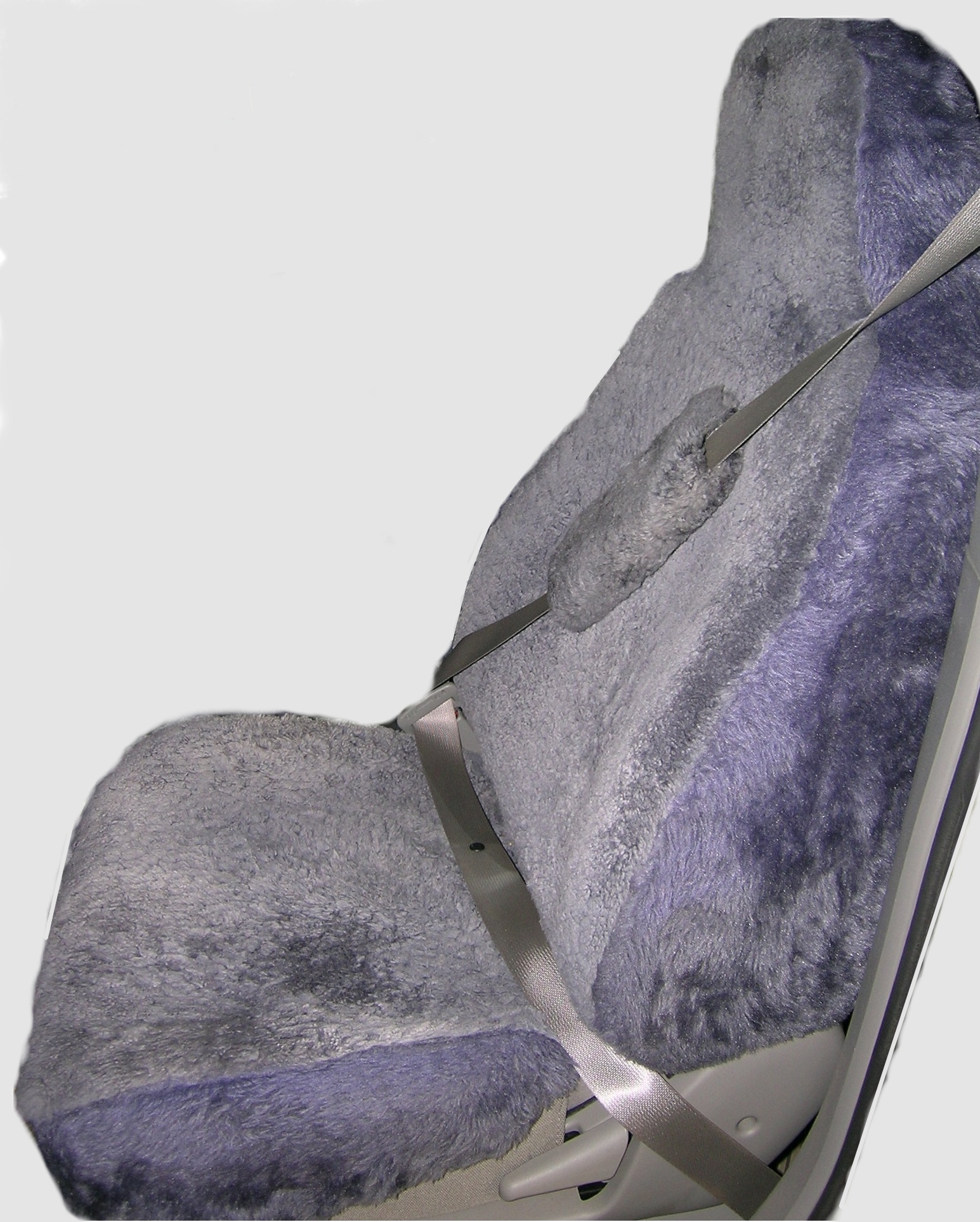
Auch Sitzbezüge, Decken und Wohnaccessoires aus Fell werden gereinigt

In der Annahmestelle wird beim Auftragseingang das zu reinigende Teil auf erkennbare Mängel oder auf Grund des Alters auf mögliche Schädigungen geprüft, gegebenenfalls wird das Futter aufgetrennt, um die Lederfestigkeit zu beurteilen. Verschiedene Zusatzarbeiten sind möglich, wie das Farbauffrischen vergilbter Pelze, das Auffärben von Pelzvelours oder -nappa und das Eulanisieren gegen Mottenbefall.
Wird das Teil an einen Reinigungsbetrieb weitergereicht, wiederholt sich diese Arbeit dort. Etwaige Schäden wie Verschleiß oder Farbveränderungen werden dokumentiert. Um ein Weiterreißen zu verhindern, werden eventuelle Risse gesichert. Vor dem Reinigen mit Reinigungsmehl muss das Futter zugeheftet und ebenfalls nach offenen Stellen durchgesehen werden.
Die Reinigungsfähigkeit von alten morschen oder anders vom Leder her fragwürdig erscheinenden Pelzen festzustellen ist ein wichtiger Indikator die Säurefreiheit des Leders. Beim Überprüfen mit destilliertem Wasser und Indikatorpapier darf der pH-Wert nicht unter 3,5 liegen.
In den Reinigungstonnen sollten nur gleichartige Felltypen zusammengefasst werden. Weiße Teile sind in jedem Fall separat zu behandeln.
Da die Reinigungsprozesse materialschonend möglichst kurz gehalten werden, muss häufiger bei noch nicht befriedigendem Ergebnis ein zweiter Reinigungsdurchgang erfolgen.
Das Leder soll bei der Reinigung nicht verändert werden. Der Gerbstoff darf nicht entzogen werden, damit der Pelz nicht schrumpft oder morsch wird. Die im Leder gebundenen Fett- und Farbstoffe dürfen nicht auf das Futter durchschlagen und dadurch Flecken verursachen.
Zur optischen Verbesserung des Haarbilds erhalten die Pelze nach der Reinigung ein Finish, je nach Fellart werden sie mit Lüster, einer leichten Säure, besprüht, eventuell noch einmal geschüttelt und dann gebügelt (insbesondere alle gerupften und geschorenen Felle, wie Samtnerz, Biber oder Samtnutria) oder mit einem Trockendampfgerät, dem sogenannten Steamer, aufgeblasen. Langjährig bestehende Betriebe und Zurichter haben nicht nur verschiedene Reinigungsmittel, sondern auch unterschiedliche Lüster-Rezepte für die verschiedenen Pelzarten.
Verfilzte Kanten oder Unterarmstellen werden entweder mit der Drahtbürste oder dem Messingkamm ausgekämmt. Ein Kürschnerhandbuch bemerkt bereits 1891 dazu: „Auch das Kämmen will gelernt sein, so manches Fell, welches durch behutsame Behandlung hätte gerettet werden können, ist durch unvorsichtiges Kämmen schütter oder ganz unbrauchbar geworden.“ Materialschonend kann man sich heute dabei der Mithilfe des Trockendampfgeräts bedienen.
Weiße Pelze werden auch mit einer Paste aus Lösungsmittel sowie Talkum oder Magnesium gereinigt, eine Mischung, die beim Kürschner häufig auch zum Ausreiben kleiner Flächen (verfettete Kragen, Pelzschals) oder feiner Haare (Chinchilla) angewendet wird. Je nach Zustand und Art der Verschmutzung und Verfettung wird angeraten, das bei einer Handreinigung verwendete Gemisch möglichst warm zu verwenden. Bei Fellarten wie Biber, Nutria und Otter, die eine besonders feine und seidige Unterwolle haben, wird empfohlen, dem Reinigungsmehl Sand beizumischen oder nur weißen, handwarmen Sand zu benutzen. Bei gröberem Pelzwerk, wie Eisbär, Ziege und Schaf sei es ratsam, Talkum statt Magnesium zu verwenden.
Beim sogenannten American Finish werden die Haare zusätzlich mit einem siliconhaltigen, dadurch antistatisch wirkenden Mittel, behandelt. Die dazu besonders aufwändige Endbearbeitung erreicht ein stehendes, offenes Haar mit einem seidigen Glanz und macht es unempfindlicher gegen Druckstellen. American Finish wird überwiegend bei Nerz angewendet, ist aber auch für langhaarige Felle, beispielsweise Fuchs, geeignet.
Weitere mögliche abschließende Haarbehandlungsmittel sind:
- Spiritus-Wasser (im Verhältnis 1:4), mit weicher Bürste aufzutragen.
- Der Sud abgekochten Leinsamens strafft das Haar und legt auch störriges Haar in eine Haarrichtung und schafft einen feinen Glanz, wobei die Weichheit des Haars erhalten bleibt. Die schleimige Flüssigkeit wird mit der Bürste aufgetragen und nach dem Trocknen sauber ausgebürstet.
- Abgekochtes Salzwasser, 1 ½ Esslöffel Salz auf 1 Liter Wasser glättet insbesondere röhrenartige Haare, beispielsweise des Seehundfells. Ebenfalls anschließend ausbürsten.
- Daneben werden von der Industrie verschiedene weitere Mittel angeboten, wie Glanzmittel oder Mittel gegen Krummspitzigkeit der Haare.

Als einer der letzten Arbeitsgänge wird das Stofffutter gebügelt, das Teil noch einmal durchgesehen und kleinere, eventuell beim Arbeitsprozess entstandene Schäden werden behoben.

### Der klassische Pelz

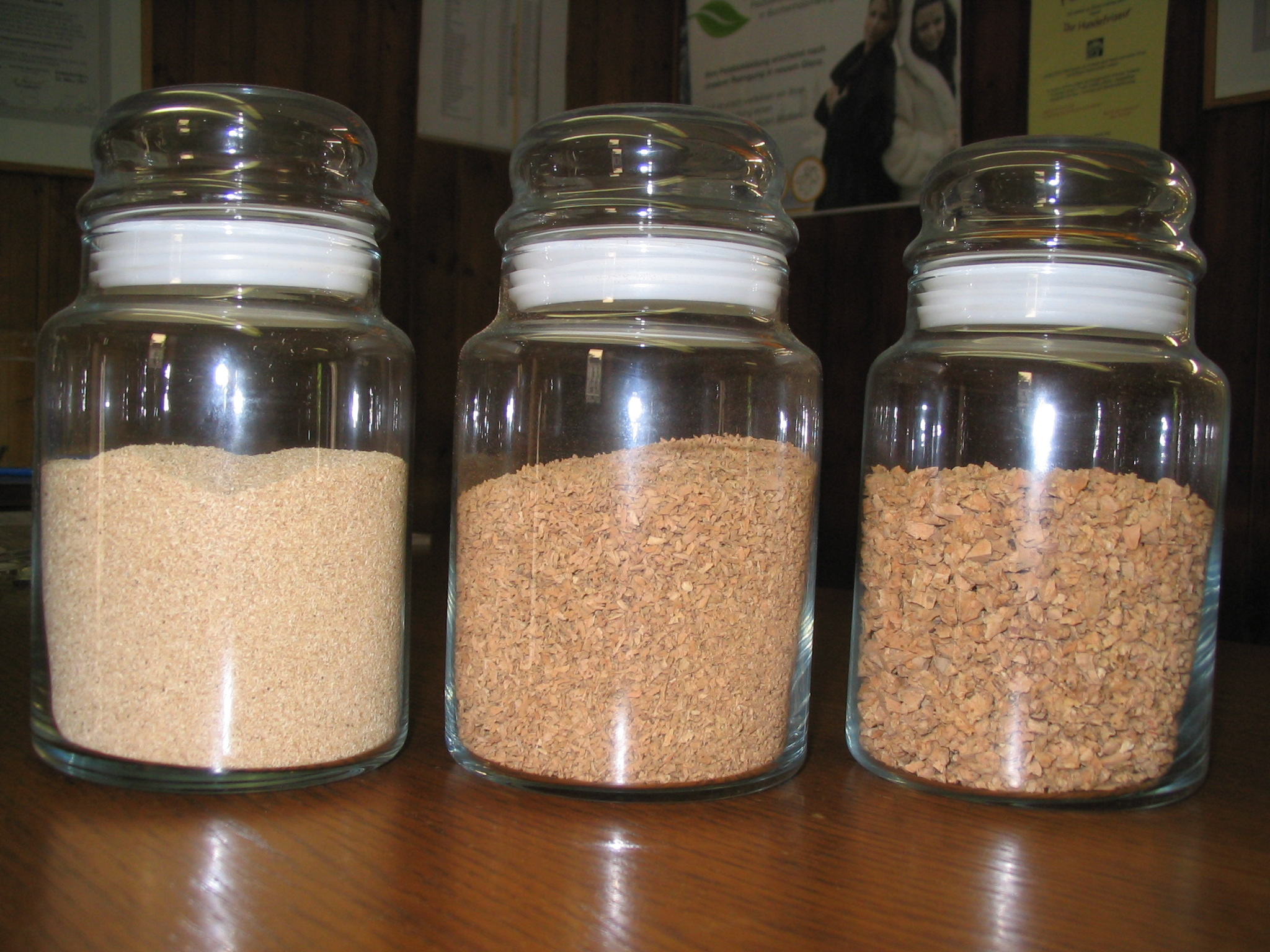
Reinigungsmehle: Links Buche, Mitte und rechts Kork

Bei der Verarbeitung der Felle zu Pelzen wird das angefeuchtete Leder gedehnt, in Form gespannt und getrocknet. Ein erneutes Durchfeuchten des fertigen Pelzbekleidungsstücks würde diesen Vorgang rückgängig machen, es verlöre seine Form. Der im Fell abgelagerte, auf die besondere Fellart abgestimmte Gerbprozess ist in der Regel auswaschbar und das Leder wird beim Waschen oft hart und brüchig. Deshalb versucht der Reiniger, das Leder beim Reinigen nicht unnötig mit Flüssigkeit in Berührung zu bringen. Ausgenommen sind speziell dafür gegerbte, waschbare Felle, vor allem Schaffelle, zum Beispiel für Kinderbetten, hier sind die Hinweise der Hersteller zu beachten. Würden die hierfür angewendeten Gerbverfahren auch auf andere Fellarten angewendet werden, entsprächen diese nicht mehr den üblichen Verarbeitungsmöglichkeiten (insbesondere mangelnde Lederzügigkeit) und auch nicht den Erfordernissen der Pelzmode (Haaroptik).
Herkömmlich verarbeitete, mit einem Stofffutter versehene Pelze werden in Deutschland üblicherweise wie seit alters her mit Holzmehl in der Läutertonne gereinigt. Dies ist die materialschonendste Methode und für viele Pelzgegenstände, insbesondere für ältere Teile, die einzig fachgerechte Art (1982 nannten Fachleute als kritisches Alter etwa 10 Jahre und mehr). Zum Teil schreibt der Hersteller mit Einnähetiketten wie beispielsweise „Nur durch Spezialbetriebe im Läuterverfahren reinigen“ bereits dieses Reinigungsverfahren vor. Hierfür kommen nur, extra zu diesem Zweck gemahlene, harzfreie Hölzer infrage. Auch wenn in der Pelzbranche der Begriff Läuterspäne, Buchenspäne usw. gebräuchlich ist, sind eigentliche Sägespäne weniger geeignet, da sie sich nur schwer wieder entfernen lassen. Die hauptsächlich verwendete Holzart ist Weißbuche, da dieses Holz kurzfaserig, harzstoff- und gerbstofffrei ist und keine färbenden Pigmente enthält. In Ländern, in denen es kein Buchenholz gibt, werden Späne und Holzmehl aus entharztem Kiefern- oder Fichtenholz hergestellt. Zum Entfernen von bei der Pelzherstellung entstehenden Schnitthaaren eignen sich sehr gut grobkörnige Paranussspäne. Auch wird gemahlener Kork in verschiedenen Korngrößen für die Pelzreinigung angeboten. Dem Korkmehl wird nachgesagt, dass die Zellmembranen in tangentialer Richtung verschiebbar seien und sich dadurch der Pelzstruktur besser anpassen. Je feiner das Mehl, desto besser ist die Reinigungswirkung.
Pelze werden nicht nass, sondern nur feucht gereinigt. Das Reinigungsmehl ist mit einer Reinigungsflüssigkeit versetzt, als Lösungsmittel dient heute meist nur Wasser. Entweder bezieht der Reiniger oder der Kürschner bereits fertig vorbereitetes Mehl oder er mischt es sich selbst an. In einem Fachbuch wird auch Kaolin als Alternative zum Holzmehl angegeben. Auch wurden zeitweilig mit Reinigungssubstanz getränkte Zellstofftücher für die Reinigung in der Läutertonne angeboten.
In den 1960er Jahren wurden in der Tschechoslowakei Versuche gemacht, die dort ebenfalls benutzten Buchenspäne durch ein anderes Material zu ersetzen. Buchenspäne als Nebenprodukt der Holzindustrie wurden knapper, vor allem weil sie inzwischen auch anderweitig verwendet wurden. Natriumchlorid, Korkschrot, gemahlenes Styropor, Sand, Schlacke, Porzellansplitt, Schaumglas, Kaolin, Eis, PVC-Schaum, granuliertes Silikagel, granulierter Bentonit, granuliertes Al2O3, Bimssteinsplitt, Bauxit, Alumogel, Zeolith, Permutit, auf Minimum geschäumter Mofotherm (Harnstoff-Formaldehydharz), Polyethanschaum, Porofen (Phenoplast) und andere – kein Ergebnis befriedigte. Entweder beschädigten die Materialien das Haar, färbten es an, verklumpten oder aber die Reinigungswirkung war schlecht. 1986 stellte ein deutscher Chemiker nochmals fest, dass Holzspäne immer noch das universelle Material mit den günstigsten Eigenschaften sind. Zusätzlich ist die Entsorgung relativ einfach, gebrauchte Läuterspäne lassen sich verbrennen und in großen Firmen als Heizenergie für den Betrieb nutzen.
1963 wurde als Zimmermann-Verfahren eine ähnlich bereits früher bekannte Variante des Läuterns beschrieben. Hierbei kommen ein oder zwei Pelze zusammen mit dem Reinigungsmehl in einen für Pigmente undurchlässigen, mit einem Reißverschluss versehenen Sack aus Baumwollgewebe und werden so in die Tonne getan. Dies könnte auch ein normaler, in Reinigungsbetrieben üblicher Tumbler sein. Es reicht hierbei eine relativ kleine Menge (etwa 300 Gramm) Läutermehl, trotzdem wird eine gute Reinigungswirkung erzielt.
Die Läutertonnen sind häufig beheizbar, zur Erhöhung der Reinigungsleistung insbesondere bei stark verfetteten Teilen. Die Heizung wird jedoch kaum genutzt, üblicherweise wird bei Raumtemperatur geläutert.
Da das Reinigungsmehl nur gering feucht ist, findet so gut wie keine Säuberung des Futterstoffes statt. Der Reiniger bürstet deshalb das Futter mit einem Reinigungsmittel an, bevor der Pelz in die Läutertonne kommt, sehr starke Verschmutzungen lassen sich damit nicht entfernen. Ebenso werden stark verschmutzte Stellen im Pelz und verfettete Kragenkanten entsprechend vorbehandelt.
Um einen optimalen Reinigungseffekt zu erzielen, werden auch beim Kürschner mit seinem geringeren Auftragsanfall möglichst mehrere Pelze in die Läutertonne gegeben, das Aneinanderreiben intensiviert den Reinigungsprozess.
Als Nächstes werden die Teile in der Schütteltonne oder der mit einem Sieb umgerüsteten Läutertonne bewegt, um möglichst alles Reinigungsmehl wieder zu entfernen.
Die Selbstdarstellung eines Pelzreinigungsunternehmens aus dem Jahr 1970 erklärte die Arbeitsvorgänge für seinen Betrieb wie folgt:
- Der erste Arbeitsgang führt dem Leder auf elektrophysikalischem und elektrochemischen Weg Nahrungsstoffe zu, um das Leder geschmeidig zu erhalten und die Haare weiterhin festzuhalten.
- Danach wird das Haar vollkommen entfettet, wobei das Leder auf keinen Fall Fett verlieren darf.
- Der dritte Arbeitsgang neutralisiert eingeschwemmte Stoffe wie Sulfite, Chloride und Nitrite, neutralisiert einen überhöhten Säurehaushalt, der schädlich für das Leder ist.
- Der vierte Arbeitsgang poliert das Haarkleid, um den natürlichen Glanz zu erhalten, das Haar wird außerdem in der Oberfläche gehärtet.
- Desinfektion.
- Im sechsten Arbeitsgang wird ein Farbschutz aufgetragen, der nach Angabe des Reinigers die durch das Licht bewirkten Bleichschäden um die Hälfte verringern soll.
- Im vorletzten Prozess wird das Fell antistatisch behandelt, um die Schmutzaufnahme und die Druckempfindlichkeit des Fells zu verringern.
- Durch die Summe der vorangegangenen Arbeitsgänge wird ein wirksamer, zusätzlicher Mottenschutz versprochen.[21]

### Pelzvelours, Pelznappa (Nappalan) und Pelzinnenfutter

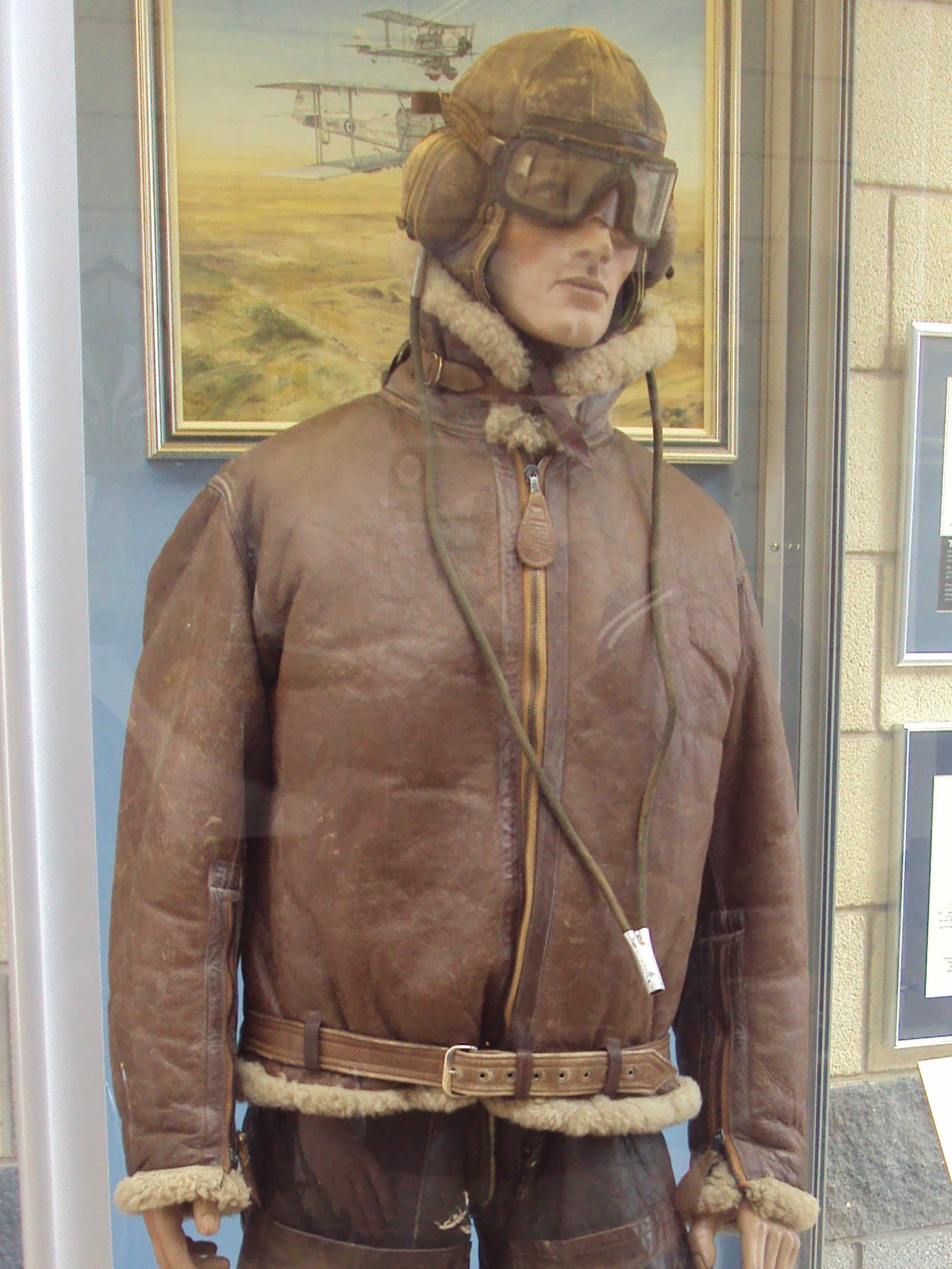
Fliegerjacke aus nappabeschichtetem Lammfell

Pelzveloursmäntel oder Jacken haben eine geraute Lederseite. Zusätzlich mit einer Lackschicht versehen bezeichnet man sie, je nach Fellart, als Nappalamm, Nappapersianer, nappierter Nerz usw. Da es hier besonders auf die Reinigung der Lederseite ankommt, bedürfen sie einer anderen Behandlung. Das Gleiche gilt für Pelzinnenfutter, wenn sie fest mit dem vor allem zu reinigenden Außenstoff verbunden sind.
Sie werden ähnlich der Trockenreinigung, früher chemische Reinigung genannt, mit einer Reinigungsflüssigkeit durchtränkt. Auch hierbei befinden sich die Pelze, wie beim Läutern beziehungsweise wie in der Haushaltswaschmaschine in einer sich drehenden Trommel. Der wesentliche Unterschied zur Textilreinigung ist, dass in den heutigen, computergesteuerten, voll automatisierten Geräten als letzter Arbeitsgang das aus dem Leder zuvor teilweise ausgewaschene Fett mit Lickerfett wieder aufgefettet wird (als Lickern wird die Anwendung emulgierter Fette und verwandter Stoffe im Fass bei mittleren Temperaturen bezeichnet). Ein zu starkes Nachfetten hat ein sogenanntes Verschmieren zur Folge, das heißt, das Haarspiel ist durch ein Verkleben der Haare vermindert. Das Fellleder wird oftmals vom Kürschner dunkel gefärbt, insbesondere die Kanten, um ein Vorscheinen des hellen Leders zu verhindern. Ist die Gegenseite des zu reinigenden Pelzes heller Stoff, so besteht die Gefahr des Abfärbens, da die sogenannte Fellblende (meist eine spirituslösliche Anilinfarbe) oft nicht lösungsmittelbeständig ist. In diesen Fällen muss der Pelz abgetrennt und Fell und Stoff getrennt gereinigt werden. Empfindliche Pelzwaren werden vorsichtshalber in einem Netzbeutel gereinigt. Bei dünnledrigen Fellen dürfen nur wenige Teile in die Reinigungstonne, um ein Reißen, vor allem an den Nähten, zu verhindern. Insbesondere langhaarige Pelze bekommen im lösemittelfeuchten Zustand ein sehr hohes Gewicht, so dass beim Reinigungsprozess erhebliche Zugeinwirkungen entstehen.
Im Gegensatz zu abgefütterten Pelzen dürfen Teile, die mit offener Lederseite getragen werden, bei der Verarbeitung nicht ausgespannt werden, da sie sonst bei der Reinigung einlaufen. Passiert dies, weil das Teil unfachgemäß hergestellt wurde, kann man versuchen, durch nachträgliches erneutes Spannen den alten Zustand in etwa wiederherzustellen.

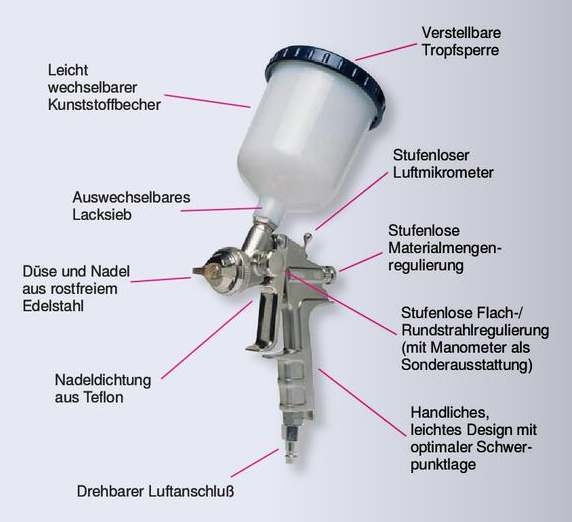
Farbspritzpistole

Die Finishprozesse für Bekleidung aus so genanntem gewachsenen Lammfell und sonstigen Pelzen mit freiliegender Lederseite sowie für Textilien mit Pelzinnenfuttern sind die gleichen wie bei den klassischen Außenpelzen. Glatthaarige, geschorene Lammpelze, als Biberlamm bezeichnet, stammen oft von Schafen, die zu Lebzeiten ein krauses Haar hatten, insbesondere die preiswerteren Qualitäten. Diese, bei der Pelzveredlung beseitigte Kräuselung, kehrt im Laufe des Tragens wieder teilweise zurück und das Aussehen wird unansehnlicher. Im Rahmen der Reinigung wird durch Bügeln mit der Bügelmaschine das Haar wieder neu geglättet. Hinzu kommt bei Velourspelzen ein Aufrauen glattgeriebener Oberflächen, besonders an den Taschen- und Vorderkanten. Veloure und Stoffteile werden zusätzlich gegen Wasserdurchlässigkeit imprägniert. Flecken müssen eventuell nachbehandelt werden, ebenso ausgeblichene Stellen im Veloursleder mit der Farb-Spritzpistole. Nappierte Pelze werden, eventuell unter Zusatz von Pigmenten, mit Silikon beschichtet und bei 130 Grad Hitze auf der Lederseite gebügelt, beschädigte oder abgeriebene Oberflächen bedürfen einer besonderen Behandlung. Die möglichst genaue Angleichung von Farbveränderungen erfordert eine große Erfahrung der Fachkraft.

### Ergänzende Arbeiten
Starke Verschmutzungen durch Blut, Farbe, verunreinigte Fette usw. müssen vorgeweicht und von Hand vor- und nachbehandelt werden. Anhaftende Gerüche können bis zu einem gewissen Grad durch entsprechende Produkte vernichtet, verringert oder überdeckt werden. Es gibt zudem Betriebe, die sich auf die spezielle Beseitigung von Ruß und Brandgerüchen spezialisiert haben.
Insbesondere graue Pelze, zum Beispiel Naturpersianer, sehen häufig überraschend vergilbt aus, nachdem der überdeckende Schmutz entfernt wurde. Beim sogenannten Entgilben wird der unerwünschte gelbliche Farbton mit einer grauen beziehungsweise blaugrauen Farbe überdeckt, daher auch die Bezeichnung Bläuen für diesen Arbeitsgang. Für andere Farben muss in der Regel das Stofffutter entfernt werden. Diese Farben werden im Streichverfahren mit der Bürste aufgetragen, der Pelz kann daher nicht einlaufen. Sehr unterschiedlich verfärbte Teile lassen sich auf diese Weise jedoch nicht erfolgreich behandeln. Ein regelrechtes Umfärben ist im Rahmen der Reinigung nicht möglich. Dafür muss das Teil in ein Farbbad gegeben werden, was ein Einlaufen des Pelzes zur Folge hat. Diese Arbeiten werden deshalb fast nur im Rahmen einer, aus anderen Gründen ohnehin vorgenommenen, kürschnerischen Komplettumgestaltung, und dann von Pelzveredelungsbetrieben, durchgeführt. Immer hat das Fell nach der Farbbehandlung nicht mehr die ursprüngliche Farbe, sondern ist ein bis zwei Farbtöne dunkler.
Velourspelze neigen, je nach Qualität der Färbung unterschiedlich stark, zu Farbveränderungen der Velourslederseite. Kleinflächige Veränderungen werden im Rahmen des Reinigungsauftrags mit nachgefärbt. Größere Unterschiede können bis zu einem gewissen Umfang durch ein Nachfärben in einen dunkleren Farbton der gleichen Farbe angeglichen werden.
Nappabeschichtete Pelze können durch einen zusätzlichen Farbauftrag restauriert werde. Plongéleder und andere, nur gering beschichtete Leder verlieren dabei unter Umständen jedoch stark ihr natürliches Aussehen. Ein Umfärben durch Übersprühen mit einer völlig abweichenden Farbe ist problematisch, da auch bei nur geringen Beschädigungen der Oberfläche die alte Farbe wieder zum Vorschein kommt.

## Maschinen und Geräte

### Läutertonne und Schütteltonne

Läuter- und Schütteltonne beim Pelzreiniger
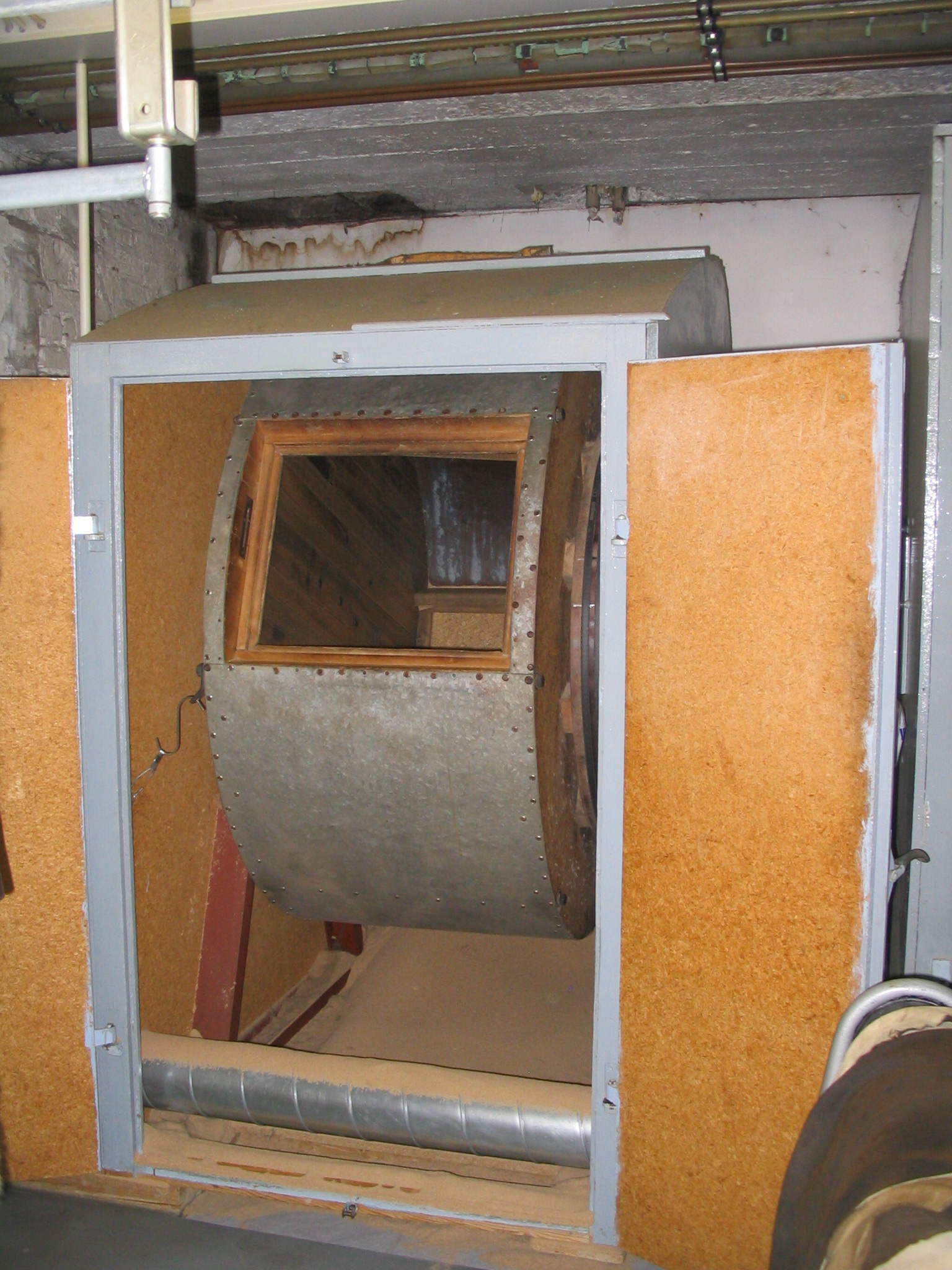
Läutertonne
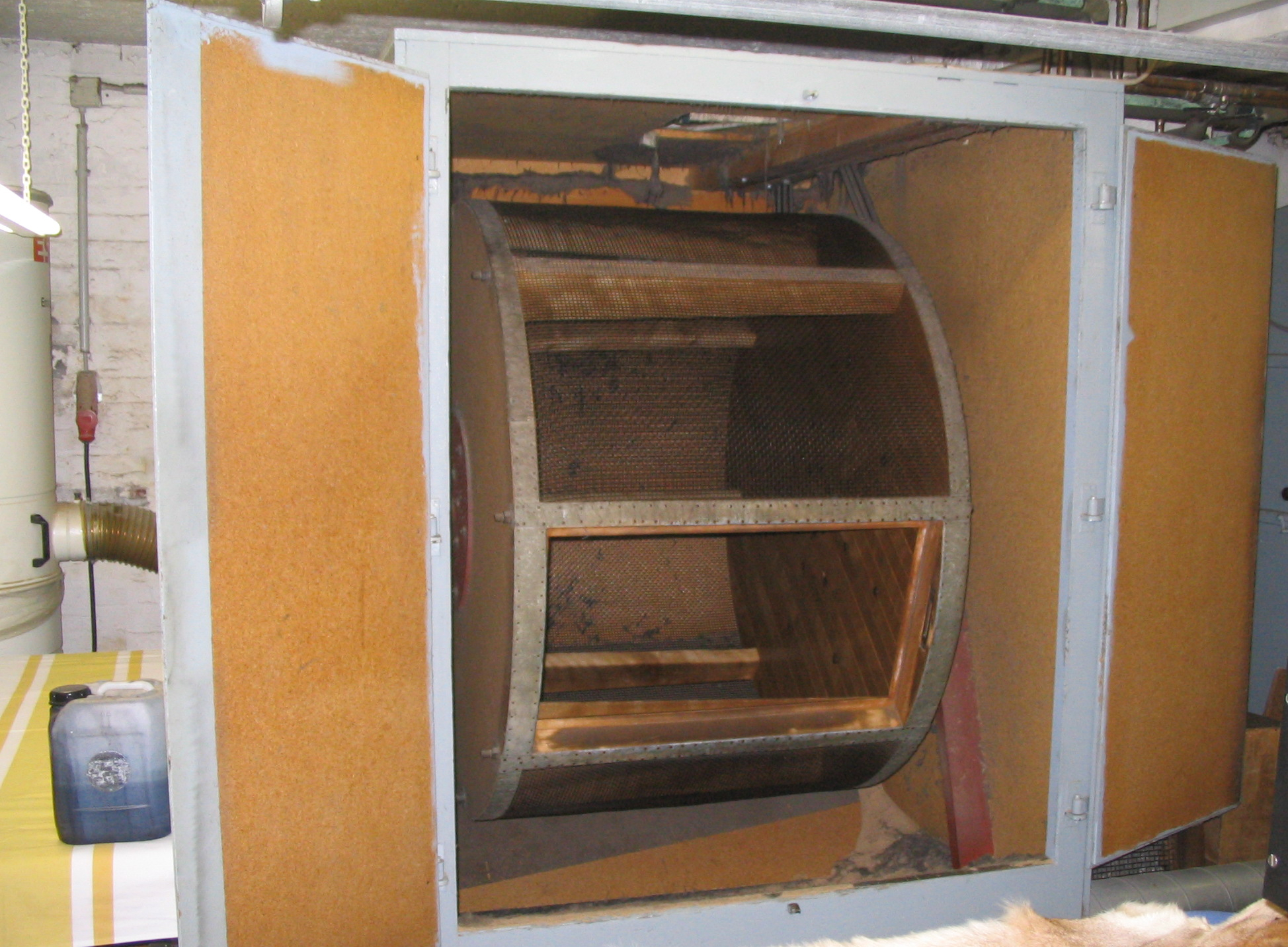
Schütteltonne

In der Läutertonne wird das Pelzteil schonend mit Holzmehl gereinigt. Insbesondere bei gelockten Lammfellen beansprucht das anschließende Entfernen des verbliebenen Reinigungsmehls erhebliche Arbeitszeit.
Für die Kürschnerei gibt es platzsparende Läutertonnen, bei denen entweder der Einfülldeckel gegen ein Schüttelsieb ausgetauscht werden kann oder aber die sehr seltene Variante, bei der die Tonne nach dem Läutern um ein Schüttelteil nach hinten vergrößert wird. Die meist deutlich kleineren Tonnen des Kürschners als die beim Spezialreiniger erfordern etwas längere Reinigungszeiten. Je kürzer die Reinigungsdauer bemessen werden kann, desto geringer ist die Menge des sich unerwünscht zwischen Futter und Fell ansammelnden Reinigungsmehls. Die in Deutschland empfohlene Reinigungszeit liegt heute meist bei fünfzehn Minuten bis zu etwa einer Dreiviertelstunde, stark verschmutzte Teile werden länger geläutert. Ein eventuelles Wendegetriebe wechselt von Zeit zu Zeit den Umlauf der Tonne und verhindert ein Aufwickeln der Pelze.
Wohl nicht durchgesetzt haben sich sogenannte Läuterwürfel. Während sich die übliche, fassartige Läutertonne um eine Mittelachse dreht, bewegt sich der Läuterwürfel um eine diagonale Achse.
Zum Entfernen des Reinigungsmehls eignen sich am besten die gleich der Läutertonne gebauten Schütteltonnen. Sie haben anstelle der geschlossenen Tonnenoberfläche ein Drahtgitter. Der Staub fällt dabei nach unten in einen Auffangbehälter oder wird mit einem Exhaustor abgesaugt. Die verbliebenen Reste werden entweder mit der Klopfmaschine ausgeklopft (siehe dazu den Hauptartikel Klopfen (Kürschnerei)) oder mit Pressluft ausgeblasen.

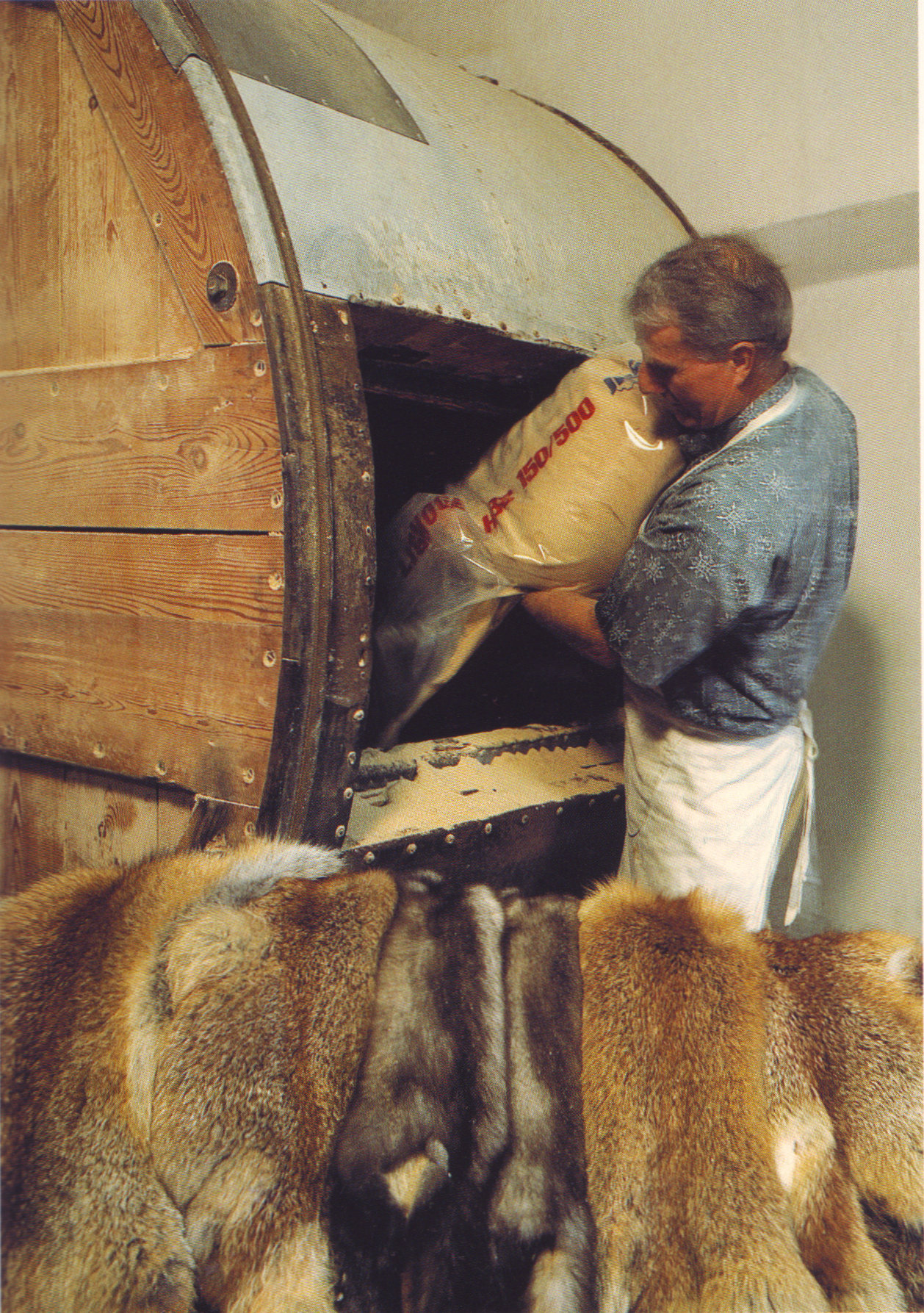
Läutern von Fellen beim Pelzzurichter (Einfüllen des Läutermehls)

Ein amerikanisches Fachbuch schlägt 1952 für die verschiedenen Fellarten Behandlungszeiten vor. Nicht alle aufgeführten Arten fallen derzeit noch in der Pelzbranche und damit auch nicht in der Pelzreinigung an. Schals benötigen die Hälfte der angegebenen Zeit.
- 10 bis 12 Minuten läutern; 30 bis 45 Minuten schütteln:
Persianer bzw. Karakullamm, Moutonlamm, Chekianglamm, Somali- und Afrikanischer Leopard, Leopardkatze, Krimmer, Russisch Breitschwanz, Murmelfell, Zickelfell
- 15 bis 20 Minuten läutern; 45 bis 60 Minuten schütteln:
Iltis, Wildkatze, Wieselfell, Peludo, Fuchsfell, Weißfuchsfell, Blaufuchsfell, Luchs, Wolf, Vielfraß, weißes Hermelinfell, Sommerhermelin, Civetkatze, Possumfell (Handelsbezeichnung auch Australisch Opossum), Kolinskyfell, Hamsterfell, Kitfuchsfell, Kreuzfuchsfell, Kalb, Pahmi, Seeotter, Ringtailopossum, Maulwurf, Burunduk
- 20 bis 30 Minuten läutern; 60 bis 80 Minuten schütteln:
Chinesischer Nerz, Südliches Bisamfell, Robbenfell, Kanin
- 20 bis 30 Minuten läutern; 20 bis 30 Minuten schütteln. Separat reinigen:
Zobelfell, Chinchilla
- 35 bis 45 Minuten läutern; 60 bis 80 Minuten schütteln:
Amerikanisch Opossumfell, Fohlenfell, Skunk, Panther, Puma, Ozelot, Nördlicher Bisam, ungefärbter Waschbär
- 45 bis 60 Minuten läutern; 60 bis 80 Minuten schütteln:
Stein- und Baummarder, Japanischer Nerz, geschorener Bisam, Zuchtnerzfell, Virginischer Iltis (Fischermarder)
- 75 bis 90 Minuten läutern; 60 bis 80 Minuten schütteln:
Wildnerzfell
- 75 bis 90 Minuten läutern; 60 bis 80 Minuten schütteln:
Otter, Biber, Nutriafell
- 3 ½ Stunden läutern; 1 ½ bis 2 Stunden schütteln:
Alaska-Seal-Fell

Die ersten, nicht durch Menschenkraft angetriebenen Läutertonnen waren noch ungeschützt freistehend. Im Jahr 1935 wurde in einer Fachzeitschrift auf die dadurch bestehende Unfallgefahr hingewiesen. Die Leipziger Rauchwarenmaschinenfabrik Selbeck & Co. nahm dies zum Anlass darauf hinzuweisen, dass die Tonnen jetzt nach § 152, Abs. 2 der Unfallverhütungsverordnung eingefriedet sein müssen. Sie wies darauf hin, dass „oft während ihres Umlaufes die losen Kleider vorbeigehender Personen erfasst und dadurch Unfälle herbeigeführt“ würden. „Die hervorstehenden Teile an den Tonnen, z. B. Türverschlüsse, Schraubenköpfe, schadhafte Tonnenbezüge usw. bringen die Bedienenden bei ungehinderter Annäherung an die sich drehende Tonne in Gefahr.“ Sie bot an: „Wir haben nun eine neue Schutzvorrichtung, verbunden mit Riemenausrücker konstruiert. Sie erfüllt nicht nur ihre Aufgabe als Schutzmittel, sondern ersetzt auch die alte Riemenausrückvorrichtung. Beim Schließen der Tonnenschutzvorrichtung wird automatisch die Riemenrückvorrichtung mitbewegt, so daß die Tonne in Umdrehung gesetzt wird. Beim Öffnen oder Entfernen der Schutzvorrichtung bringt diese durch Mitbewegung der Riemenausrückvorrichtung die Tonne zwangsläufig zum Stehen.“

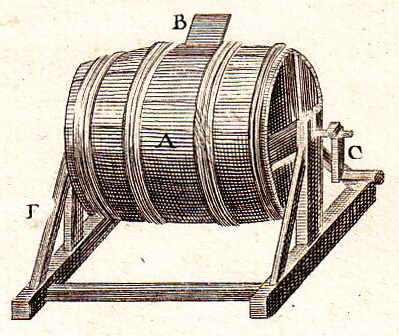
Läutertonne um 1660
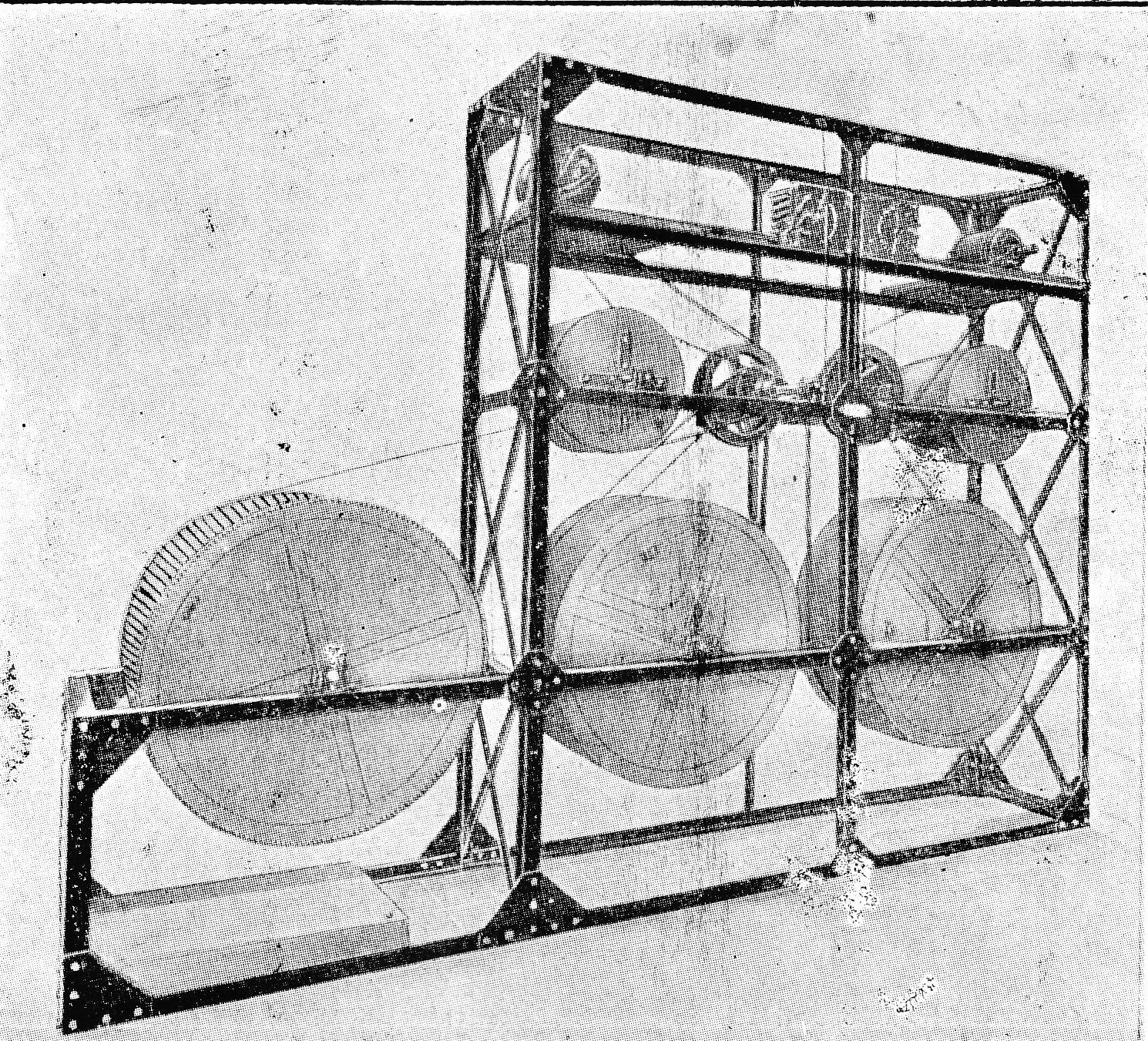
Gestell mit Läuter- und Schütteltonnen (Frankreich, 1924)

### Trockenreinigungsgeräte (chemische Reinigung)

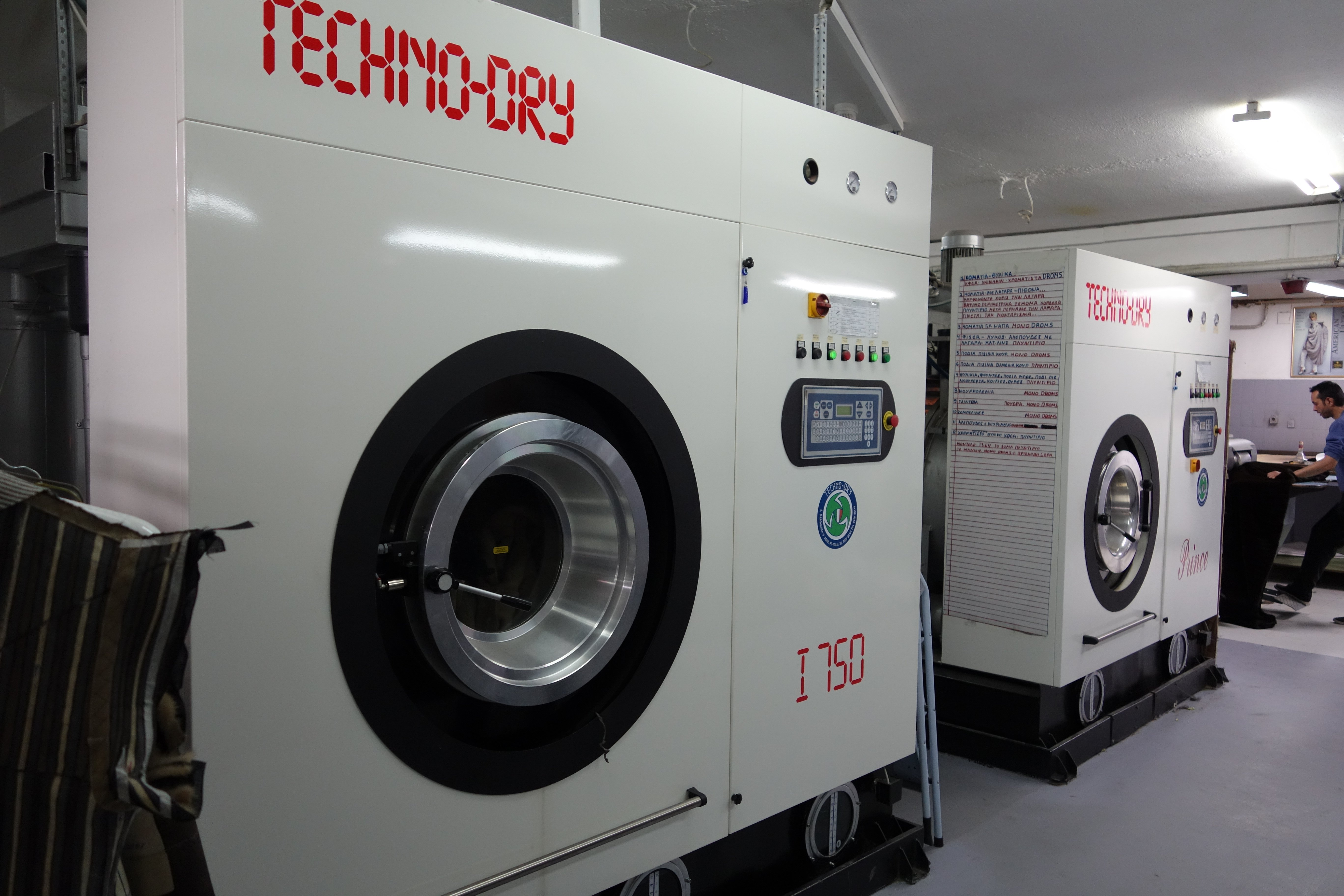
Reinigungsautomaten bei einem griechischen Pelzkonfektionär
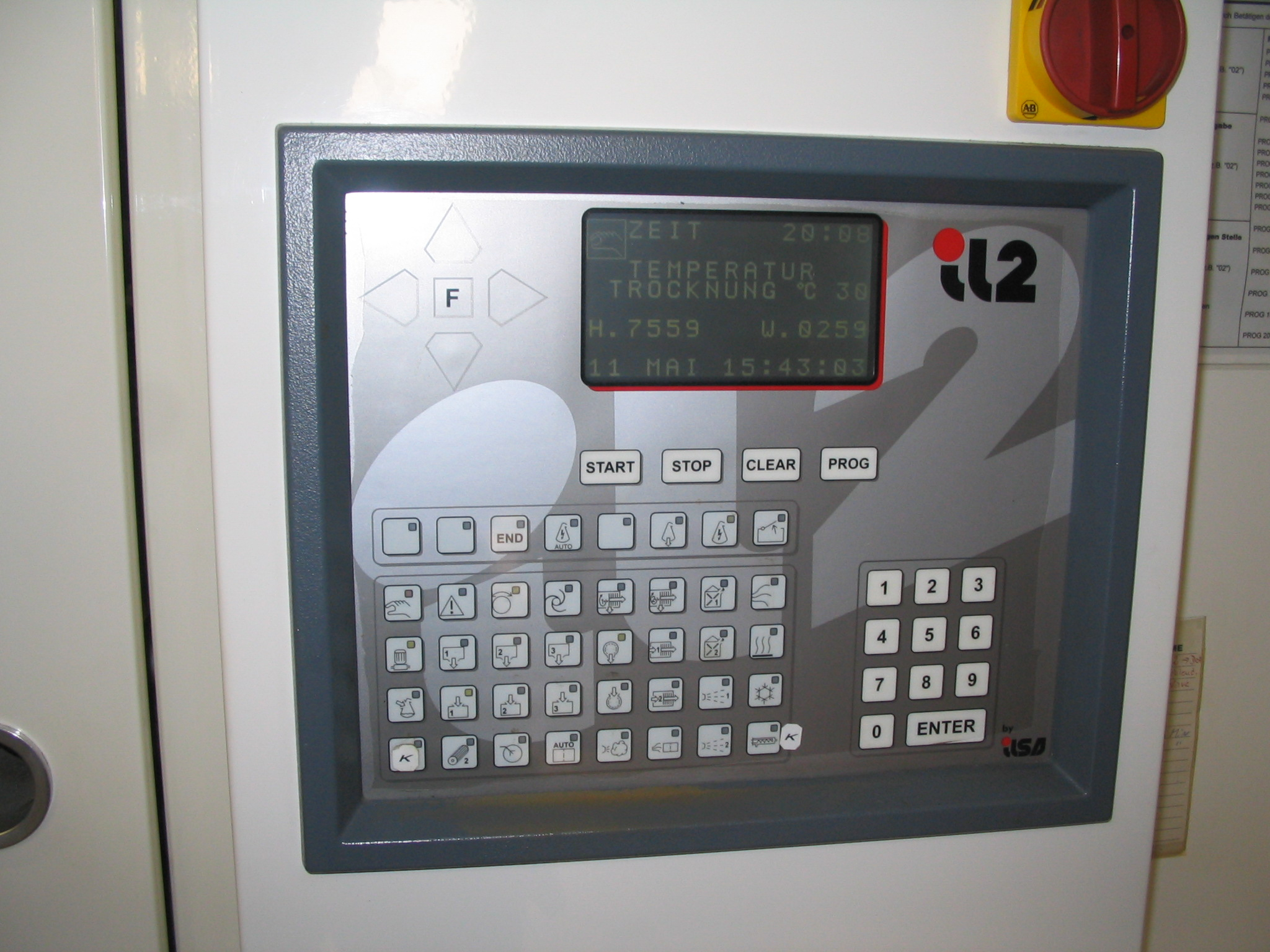
Programmtastatur eines Reinigungsautomaten in einem deutschen Pelzreinigungsbetrieb

Nicht alles lässt sich im schonenden Läuterverfahren reinigen. Dafür werden heute Reinigungsautomaten eingesetzt, die mit individuell einzustellenden Computerprogrammen den gesamten Prozess steuern. Die Teile schwimmen dabei in der Trommel und werden von einem Lösungsmittel durchspült. Nach Verbot einiger anderer Chemikalien wird heute, wie in der Textilreinigung, mit Kohlenwasserstoff-Lösungsmitteln gearbeitet, die im geschlossenen Kreislauf eingesetzt werden (siehe dazu den Hauptartikel Chemische Reinigung).
Der entscheidende Unterschied zur Textilreinigung ist das wieder Auffetten des Leders mit Lickerfett im letzten Maschinengang.

### Waschmaschine (Nassreinigung)
Für empfindliche Textilien wurde die professionelle Nassreinigung entwickelt, die schonender als die herkömmliche Wäsche ist. Sie kommt in der Pelzreinigung wesentlich nur für die Wäsche von separaten Stoffhüllen, die bei der chemischen Reinigung nicht sauber geworden sind, zum Einsatz.

### Klopfmaschine

Kombinierte Klopfmaschine mit Läutertonne
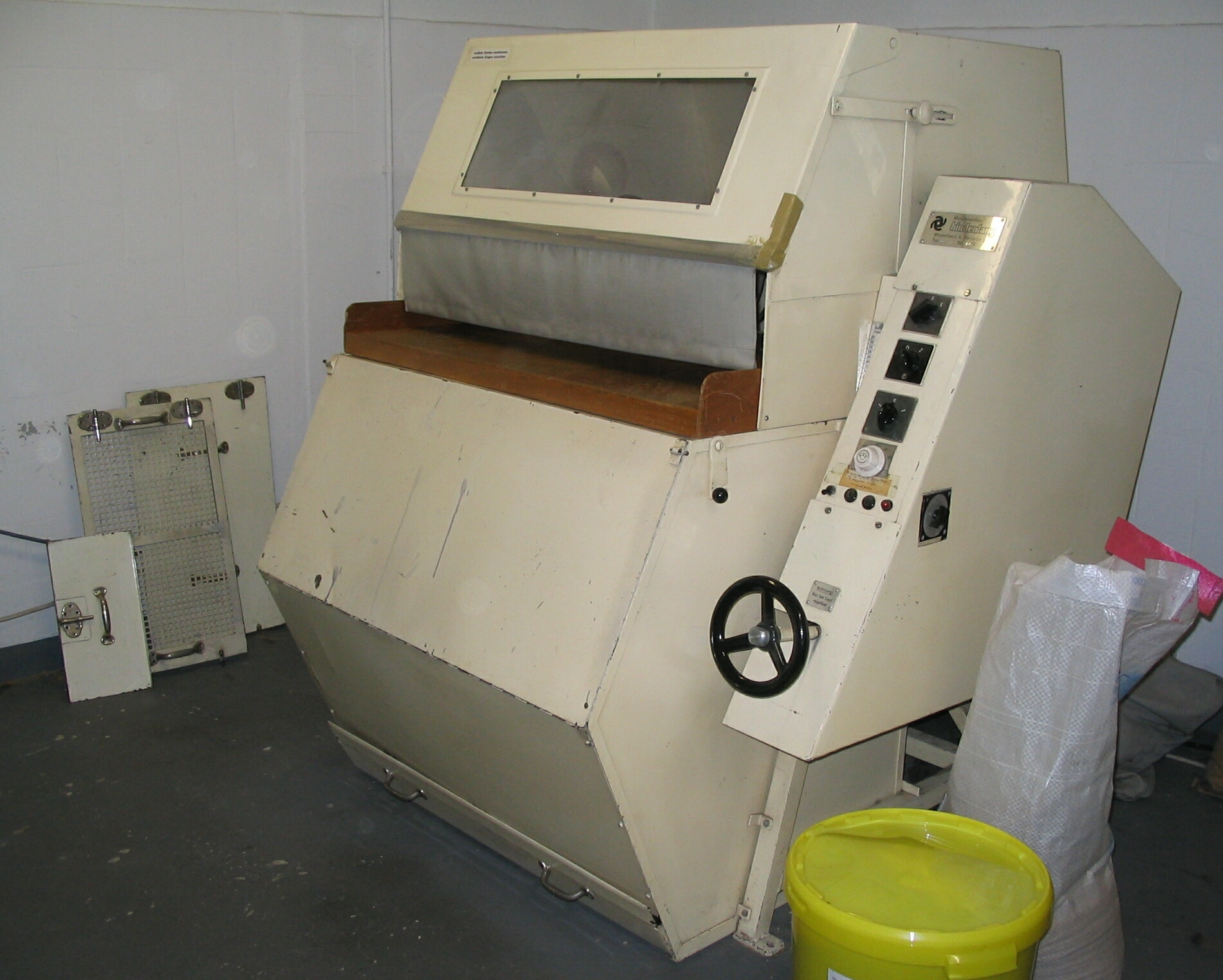
Geschlossen
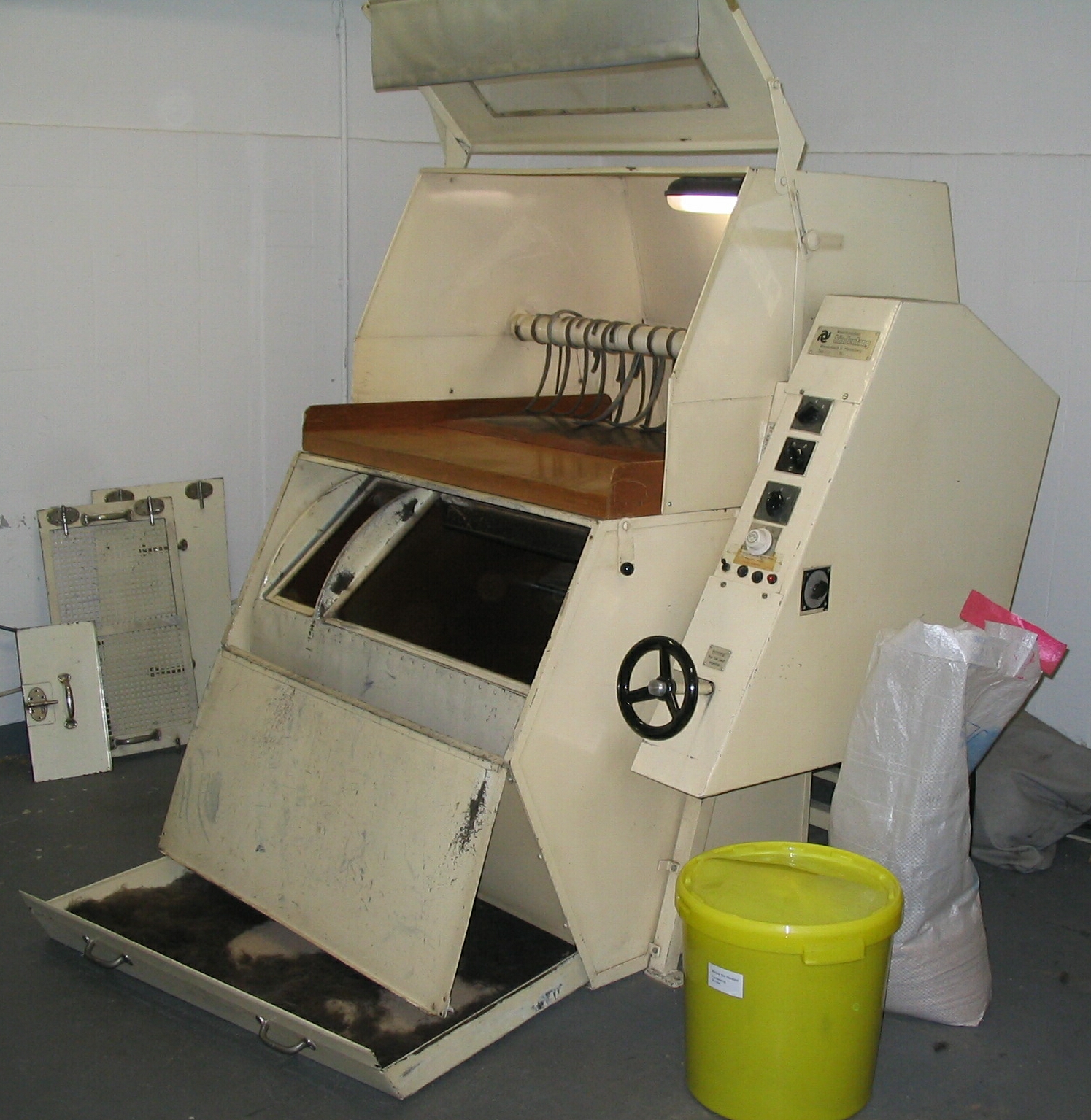
Geöffnet

Insbesondere bei den Läutertonnen der Kombinationsgeräte des Kürschners (Läutertonne mit darüber befindlicher Klopfvorrichtung) verbleiben nach dem Schütteln erhebliche Mengen Läutermehl im Pelz und in den Übergängen vom Pelz zum Stofffutter. Das Mehl wird entweder mit Pressluft ausgeblasen oder maschinell ausgeklopft. In Kürschnereibetrieben dienen Klopfmaschinen außerdem zum alljährlichen Ausklopfen der Pelze im Rahmen der Pelzsommeraufbewahrung und zu einem schnellen aber recht effektiven Entfernen von Mottenlarvenbefall einschließlich der bereits an der Haarwurzel abgebissenen losen Haare.

### Trockendampferzeuger (Steamer)

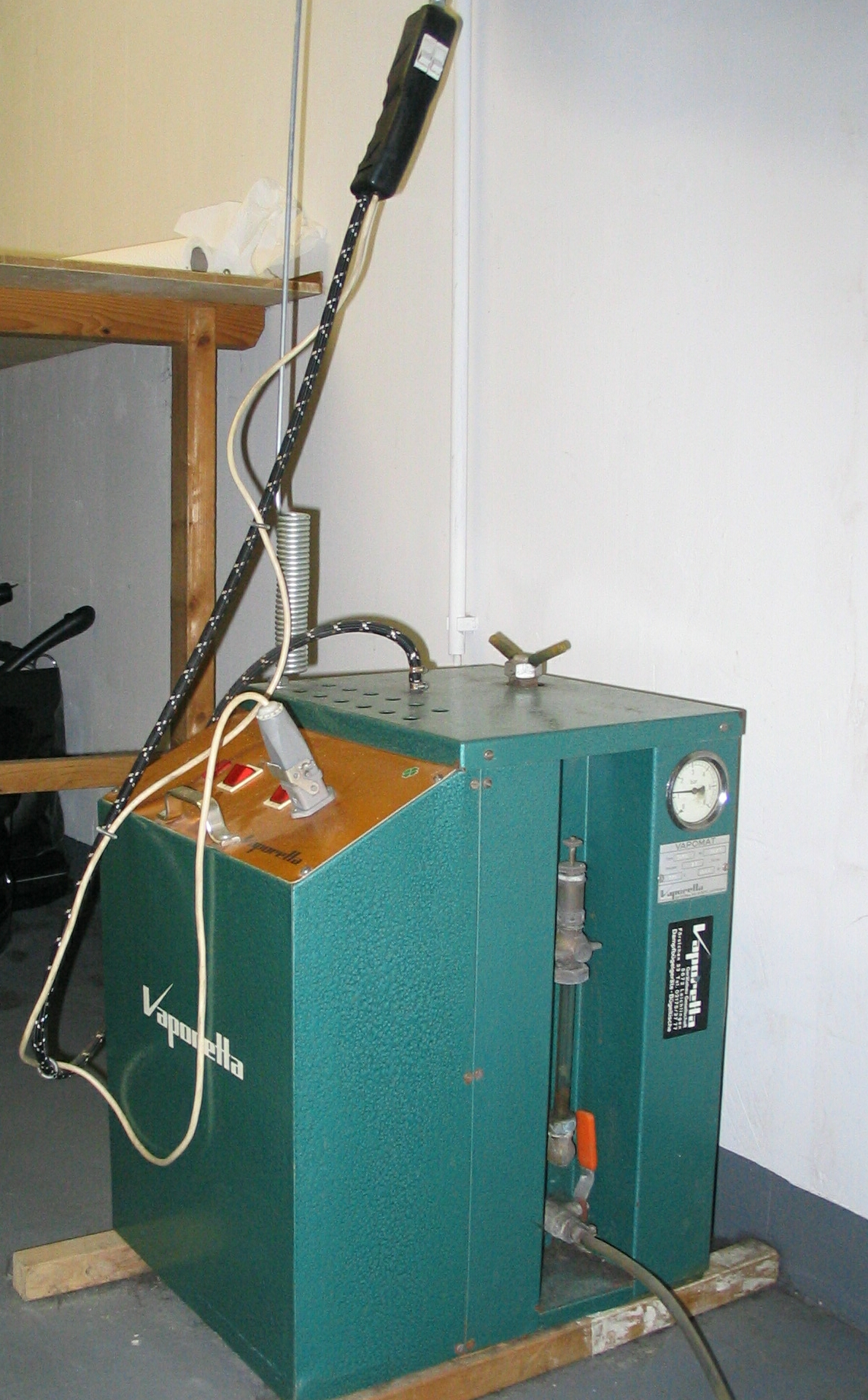
Trockendampferzeuger in einer Kürschnerei

Verdrückte und verfilzte Haare lassen sich durch den Steamer mit Trockendampf wieder aufstellen. Sehr flach anliegendes Haar wird durch ein Anblasen gegen den Haarschlag aufgerichtet, das Haar steht lockerer und der behandelte Pelz bekommt eine wertigere Optik.
Auch wird der Steamer, neben dem Dampfbügeleisen, zum Glätten des Stofffutters eingesetzt. Bei beiden ist sehr sorgfältig darauf zu achten, dass der Dampf nicht mit dem Leder in Kontakt kommt. Nicht selten bekommt der Kürschner Pelze zum Reparieren, bei denen der Kunde beim Bügeln des Futters das Leder in erheblichem Maß verschmolzen hat. Hier hilft nur noch, falls passendes Material zu beschaffen ist, ein Auswechseln der gesamten geschädigten Fellfläche.

#### Bügelmaschine

Pelz-Bügelmaschine
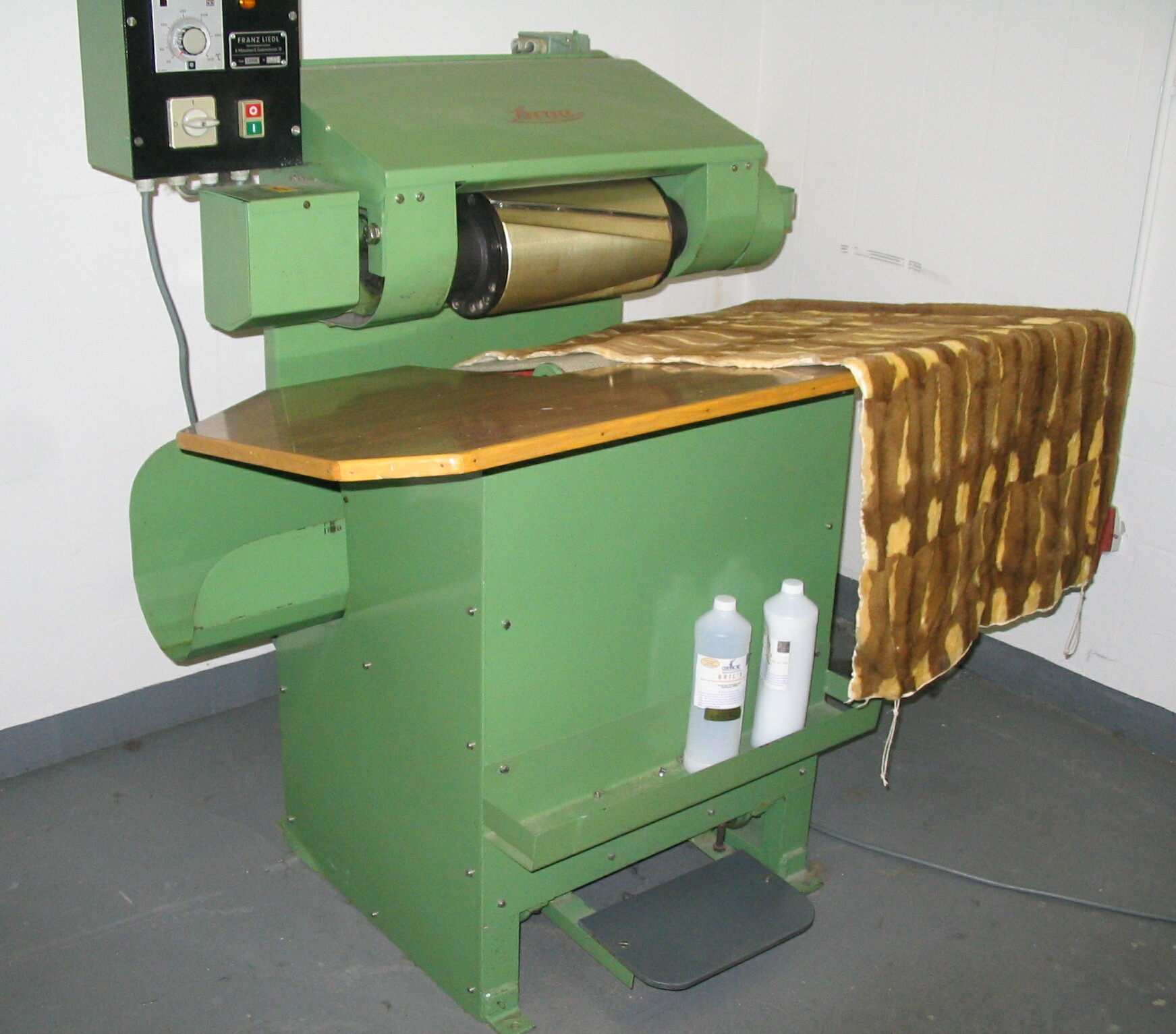
Bügelmaschine bei einem Kürschner
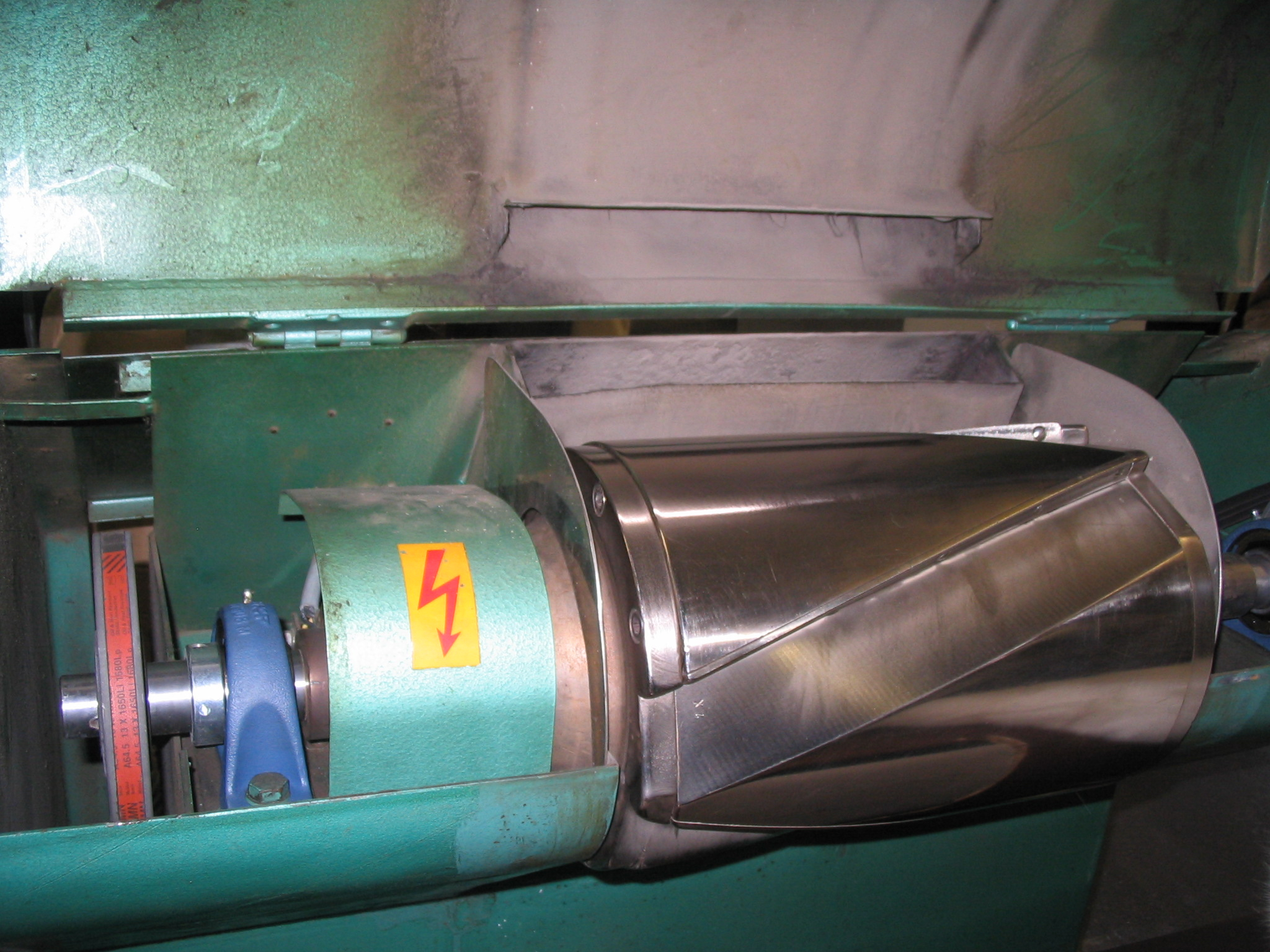
Walze einer Pelz-Bügelmaschine

Eine ähnliche Wirkung wie der Trockendampferzeuger hat die Bügelmaschine. Hier wird der Pelz unter einer erhitzten, sich schnell drehenden Messingrolle hindurch geführt. Die Rolle weist eine oder mehrere diagonale Rillen oder Perforierungen auf, die wesentlich dazu beitragen, das Haar zu glätten und aufzurichten. Zur Verbesserung des Bügelerfolgs und zur Erhöhung des Glanzes wird das Haar vorher mit einem säurehaltigen Lüster eingesprüht.
Als Temperatur für das Bügeln und Glänzen von rauchen Fellen wurden vom Zentralverband des Kürschnerhandwerks vorgeschlagen:
- 200 °Celsius für dunkle Biber, Nutria, Schafe und Otter
- 175 °Celsius für alle Nerze außer weiß, gefleckte Felle, Bisam und ähnliche
- 120 °Celsius für alle weißen Felle einschließlich Nerz, Fuchs und Hermelin
- 130 °Celsius, für die inzwischen hinzugekommenen Samtwiesel (ergänzt, nicht Zentralverband)

### Aufrau- und Bürstmaschine

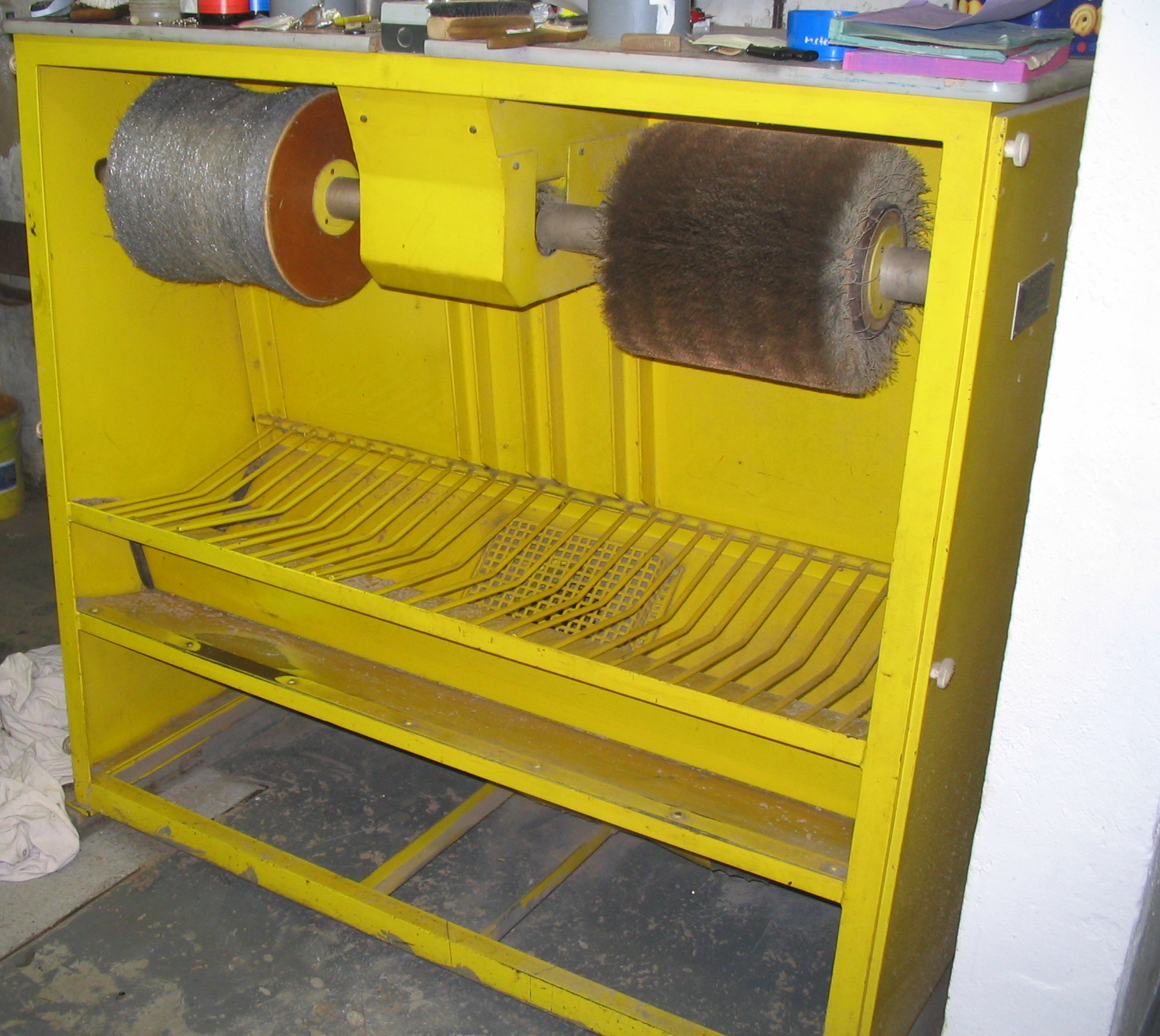
Aufrauen und bürsten

Zum Aufrauen von Veloursledern werden Geräte mit rotierenden Stahlwollewalzen- und Kunststoffbürsten eingesetzt.

## Marginalien
Königs- beziehungsweise Krönungsroben gehören zu den wenigen Kleidungsstücken, die regelmäßig über Generationen hinweg vererbt werden. In dem zeitgenössischen Roman „The Edwardians“ der englischen Autorin Vita Sackville-West aus dem Jahr 1930 findet sich folgende Episode, in welcher der Kammerdiener des Herzogs Sebastian das Gespräch auf den roten, hermelinverbrämten Mantel bringt, dessen seltener Gebrauch wieder einmal bevorstehen könnte:

„»Verzeihung, Euer Gnaden. Soll ich Euer Gnaden Staatsgewänder zur Reinigung schicken?«
»Staatsgewänder? Was für Staatsgewänder?«
»Für die Krönungsfeierlichkeiten, Euer Gnaden.«
»Warum? sind die Motten in den Hermelin gekommen?«
Der Kammerdiener sah empört aus. Er berichtigte vorwurfsvoll Sebastians unzutreffende Unterstellung:
»Gewiss nicht, Euer Gnaden. Das Pelzwerk ist eingekampfert und wird zweimal im Jahr gelüftet.«
»Mehr kann es nicht verlangen. Warum es dann also in die Reinigung geben?«
»Das Futter scheint um den Hals herum ein wenig angeschmutzt, Euer Gnaden. Euer Gnaden Großvater, der zehnte Herzog, trugen es bei der Krönung der Königin Viktoria.«
»Ich gehe nicht zur Krönung.«
»Nein, Euer Gnaden. Aber soll ich die Gewänder nicht trotzdem in die Reinigung schicken?«“